# 東名山北バス事故
東名山北バス事故（とうめいやまきたバスじこ）は、神奈川県足柄上郡山北町の東名高速道路で、1995年（平成7年）に起きた交通事故。社会見学に向かう途中の小学生を含む44名が死傷した。バスに追突したトラックの過積載が問題となった事故である。

## 概要
1995年（平成7年）8月10日午前8時25分頃、神奈川県足柄上郡山北町向原の東名高速道路上り線（御殿場・大井松田間）で、追越車線を走っていた大阪府羽曳野市の運送会社のトラックが、左から2番目の走行車線を走行していた岳南鉄道の観光バスの右後方に追突。観光バスはバランスを崩し右側側壁に衝突したのち左側側壁に激突、屋根が外れるなど大破した。
観光バスには、静岡県富士市の公民館主催により、東京のガスの科学館や葛西臨海水族園に向かう富士市立伝法小学校の4年生から6年生の児童38名と市職員、バスガイドら43名が乗っており、このうち4年生の男子児童（9歳）と市職員の男性（30歳）、バスガイドの女性（29歳）の3名が首を強く打つなどして死亡、この他の乗員乗客と、トラックの運転手が重軽傷を負った。
トラックは大阪府松原市の43歳男性が運転し、最大積載量2.75トンの2倍近い5.36トンのプラスチック製品や化粧品を積んで羽曳野市から東京都立川市へ向かっていた。神奈川県警察交通指導課および同高速道路交通警察隊は8月12日に運送会社を家宅捜索、8月29日までに業務上過失致死傷罪および道路交通法（過積載）違反により運転手と運送会社を書類送検した。